# Acción supererogatoria
Supererogación (del latín supererogatĭo, -ōnis) es la acción ejecutada más allá o además de la obligación (sea verbal o escrita). Los actos supererogatorios son aquellos que superan el deber positivo. La persona que los ejecuta está dirigida por su propia voluntad, por lo tanto, estos actos tienen implícitos una cierta perfección moral y, en ese sentido, serían dignos de alabanza y mérito.
Etimológicamente, el término latino supererogationis significa pagar más de lo debido, supererogare. El tema ha sido desarrollado por la doctrina católica, especialmente por algunos Padres de la Iglesia.

## Las acciones supererogatorias en la filosofía moral
Las doctrinas utilitaristas pugnan por alcanzar "el máximo bienestar para el máximo número de personas". La aplicación estricta de dicho criterio conduce a una moral excesivamente exigente, porque la mayoría de nuestras conductas podría ceder frente a otras que produzcan aún mejores resultados. Por ejemplo, alguien puede considerar como moralmente aceptable comprarse ropa lujosa y como moralmente obligatorio prestar dinero a sus vecinos cuando éstos se vean en situaciones de emergencia (un permiso y un deber moral, respectivamente). Sin embargo, un utilitarista consecuente considerará que debe entregar gran parte de su dinero para ayudar permanentemente a los menesterosos, pues el dinero produce más bienestar al gastarse en necesidades fundamentales de muchos pobres que en gustos superfluos de uno mismo. De ese modo, se dice que el utilitarismo elimina la distinción entre acciones obligatorias y acciones supererogatorias.